# Naxitamab
Le naxitamab, est un médicament utilisé pour traiter le neuroblastome, vendu sous le nom de marque Danyelza.

## Usage médical
Il est indiqué chez les personnes âgées d’au moins un an atteintes d’une maladie osseuse qui n’ont pas suffisamment répondu à d’autres traitements. 
Il est administré par perfusion intraveineuse. Le médicament est utilisé avec un facteur de stimulation des colonies de granulocytes et de macrophages.

## Effets secondaires
Les effets secondaires de ce médicament comprennent une réaction liée à la perfusion, des douleurs, une accélération du rythme cardiaque, des vomissements, de la toux, des nausées, de la diarrhée, de l'hypertension artérielle, de la fatigue, un érythème polymorphe, une neuropathie périphérique, de l'urticaire, de la fièvre, des maux de tête, une réaction au site d'injection, un gonflement, de l'anxiété et de l'irritabilité. D'autres effets secondaires peuvent inclure une myélite transverse et un syndrome de leucoencéphalopathie postérieure réversible. L'utilisation de ce médicament pendant la grossesse peut nuire au bébé. Il s'agit d'un anticorps monoclonal qui se lie au GD2.

## Histoire
Le naxitamab a été approuvé pour un usage médical aux États-Unis en 2020. En 2022, il n'est pas approuvé en Europe ni au Royaume-Uni. Aux États-Unis, 40 mg de médicament coûtent environ 23 000 dollars américains en 2022.
Il bénéficie d'une autorisation d'accès compassionnel en France. Il a le statut de médicament orphelin décerné par l'agence européenne du médicament.